# Frederick Pollock
Pour les articles homonymes, voir Pollock.
Jonathan Frederick Pollock (23 septembre 1783 - 28 août 1870) est un avocat, un homme politique conservateur et mathématicien britannique.

## Biographie
Il est le fils du sellier David Pollock, de Charing Cross, Londres, et le frère aîné du maréchal Sir George Pollock (1er baronnet). Le père de David Pollock est un bourgeois de Berwick-upon-Tweed et son grand-père, un bourgeois de Durham. Son père est fournisseur officiel de la famille royale.
Il fait ses études à la St Paul's School et au Trinity College, à Cambridge. Il est Senior Wrangler à l'Université de Cambridge. On pense également qu'il est l'un des membres fondateurs de la Cambridge Union Society, aux côtés de Henry Bickersteth (1er baron Langdale) et de Edward Hall Alderson (en), tous deux du Gonville et Caius College.

## Carrières
Il est député de Huntingdon de 1831 à 1844 et procureur général entre 1834 et 1835 et 1841 et 1844 dans les gouvernements conservateurs de Robert Peel. En 1841, il est admis au Conseil privé et nommé Lord Baron de l'Échiquier, poste qu'il occupe jusqu'en 1868. Après avoir été fait chevalier le 29 décembre 1834, Pollock est créé baronnet de Hatton, dans le Middlesex, le 2 août 1866. En plus de sa carrière politique et juridique, Pollock est élu membre de la Royal Society en 1816. Il publie à la Royal Society un certain nombre d'articles sur les mathématiques, dont un sur ce que l'on appelle maintenant les Conjectures de Pollock.

## Famille
Il meurt en août 1870, à l'âge de 86 ans. Son fils aîné, William, lui succède comme baronnet. Son quatrième fils, Charles Edward Pollock (en), en apprentissage chez son père, n’a pas fait d’études universitaires. Il devient journaliste juridique puis co-serviteur de la Cour de l'Échiquier, devenant le dernier membre de cette cour d'appel.
Deux des petits-fils de Pollock deviennent des avocats éminents : Frederick Pollock (décédé en 1937), est professeur de jurisprudence à l'Université d'Oxford ; Ernest Pollock (mort en 1936), est nommé maître des rôles.